# Abraham Wheelhouse
Abraham Wheelhouse (Ilha de Man, 20 de junho de 1782 - Lisboa, 9 de março de 1855) foi um importante negociante inglês radicado em Portugal.

## Vida pessoal
Abraham Wheelhouse nasceu em 20 de junho de 1782, na Ilha de Man. Era filho de Francis Wheelhouse e de Anne Barker, ambos ingleses. Seu pai era um relojoeiro da Sheffield & Isle of Man, ou seja, era de uma família humilde. 
Sabe-se que toda a sua família emigrou para Portugal, visto que seus pais faleceram na cidade de Lisboa. Em Portugal Wheelhouse fez fortuna e consolidou seu nome como um dos maiores empresários portugueses do século XIX.  

### Descendência
Wheelhouse era casado com D. Isabel Emiia Wheelhouse, e juntos tiveram dois filhos: 
- Georgina Henriette Wheelhouse, que se casou com José Joaquim de Almeida Lima[4];
- George Abraham Wheelhouse, que se casou com Rosa Martha Wheelhouse[5].

## Negócios

### Industria
Era descrito como o "maior partidário do negócio da seda de Portugal", tendo incentivado a produção do material dentro de Portugal. Também era proprietário do moinho de maré do Braamcamp, um complexo produtivo que contou, em seu ápice, com 10 engenhos em plano funcionamento.  
Expandiu sua produção para o Mosteiro de São Francisco da Cidade. Depois das ordens religiosas terem sido abolidas, por volta de 1830, o negociante comprou o prédio e lá instalou uma industria, com diversos fornos de alvenaria. 
Ele também possuia, em menor grau de importância, diversos armazéns de venda de bolachas, utilizadas, na maioria dos casos em viagens maritimas.  

### Banco de Portugal

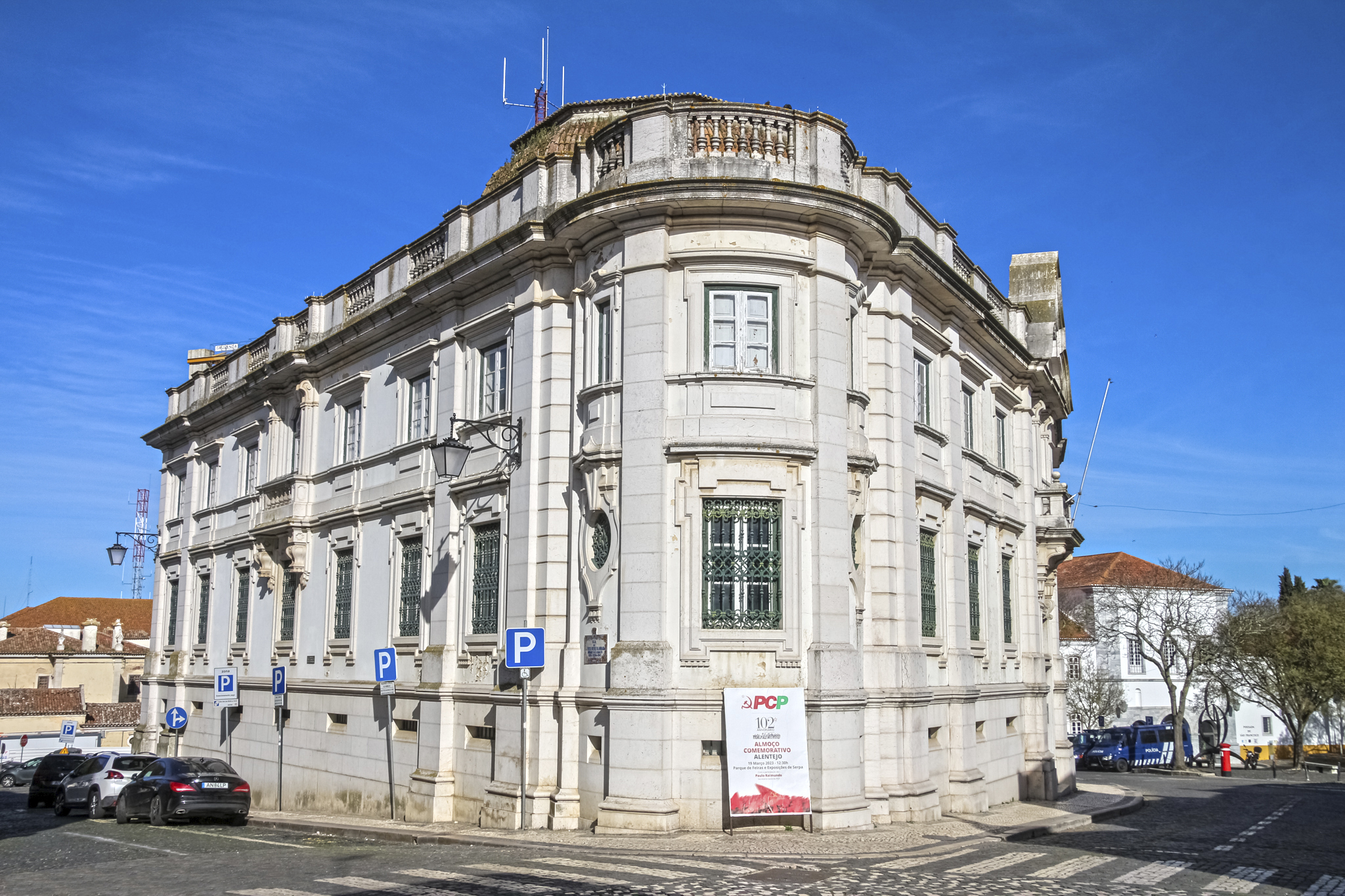
Sede do Banco de Portugal.

Por volta da década de 1840, Abraham Wheelhouse adquiriu diversos títulos de ação da Companhia Confiança Nacional. As ações equivaliam a 30 milhões de réis, considerável fortuna. O negócio não deu certo e faliu em 1846. O negociante inglês, porém, não ficou no prejuízo. Recebeu em troca, e no valor nominal correspondente, diversas ações do Banco de Portugal, isso em 1847.  
Prova de sua credibilidade era que era membro da associação comercial lisbonense, rede de contato importantissima entre os maiores negociantes e industriais portugueses de sua época.  